# Рассел Гілбрук
Рассел Гілбрук (нар. 17 травня 1964) — останній барабанщик британського прогресив-рок гурту Uriah Heep.
За декілька останніх років Гілбрук пройшов становлення на сценах Великої Британії. Він підтримував таких артистів як Грег Біссонетте і провів тур разом з Ліберті Девітто. Він працював і гастролював з Крісом Барбером і його гуртом, також з Аланом Прайсом, в записі альбому якого, Liberty, взяв участь. Він також замінив Козі Пауелла в гурті Bedlam (де він грав з братами Дейвом і Денні Боллами і вокалістом Франком Аієлло). Гілбрук також зіграв з Пітом Барденсом на одному з його альбомів.
Гілбрук також працював з Тоні Айоммі, Лонні Донеганом, Джоном Фарнемом, Ваном Моррісоном і Тобіасом Самметом.
Гілбрук навчає на музичному каналі Sky Television і обіймає посаду в Брайтонському інституті сучасної музики, а також опублікував декілька навчальних посібників. Він провів кілька спеціалізованих курсів по грі на барабанах по всій Європі. Кілька останніх років він відіграв з гуртом Essex, які спеціалізувалися на кавер-версіях пісень, до складу якого входили Дейв Мур (вокал), Піт Фінч (клавішні), Алан Монтаж (бас-гітара) і Бен Ньютон (гітара).
Гілбрук, разом з Marrell Drums, розробив дизайн калаталки для бас-барабану на якому він грає. Він використовує барабани Mapex, малі барабани Marrell Lightspeed.
В 2012 році було оголошено, що Гілбрук буде барабанщиком на новому альбомі метал-опера проекту Avantasia, який називається The Mystery of Time.